# 토끼열전
《토끼열전》은 SBS에서 방송된 '토크와 끼의 열전'의 줄임말로 연예인 2명이 한 팀을 이뤄 토크, 노래, 성대모사, 춤 등으로 대결을 펼치는 프로그램이다. 파일럿 편성했으나  기존의 프로그램들과 유사하다는 지적 탓인지  정규 편성이 불발되었는데 그나마 SBS의 목요일 심야 시간대는 2008년 가을개편 이후 신설 프로그램들(미스터리 특공대 강성연의 연애시대)이 1년을 넘기지 못했으며 금요일 9시 55분 시간대는 《기분좋은 밤》이 2001년 가을 막을 내린 뒤 편성된 신설 프로그램들(정극 제외)이 《박수홍, 박경림의 아름다운 밤》비롯하여   《맨투맨》을 빼면 모두 1년을 버티지 못했다.

## 출연진
- 진행 : 이경규
- 출연자 : 정형돈, 조혜련, 화요비, 박지윤, 장영란, 조형기, 김태원, 이경실

1. ↑  김국화 (2009년 9월 2일). “이경규, SBS ‘토끼열전’ MC 발탁”. OSEN. 2023년 12월 28일에 확인함.
2. ↑  문완식 (2009년 10월 13일). “이경규 '토끼열전', 정규편성 '실패'.."유사성 많아"”. 스타뉴스. 2023년 12월 28일에 확인함.
3. ↑  박세연 (2009년 7월 17일). “코너실험 ‘웃찾사’ 캐릭터로 승부, 유재석-박명수 능가할까”. 뉴스엔. 2023년 12월 28일에 확인함.
4. ↑  “[방송가]박예진 '타임머신' 진행자로 외”. 세계일보. 2001년 11월 8일. 2023년 12월 28일에 확인함.